# Jean-François Varlet
Jean-François Varlet (* 14. Juli 1764 in Paris; † 4. Oktober 1837 in Corbeil, Département Seine-et-Oise) war ein Politiker während der Französischen Revolution und nach der Julirevolution von 1830.

## Leben

### 1764 bis 1794
Jean-François Varlet wurde als Sohn wohlhabender Eltern geboren. Er studierte am Collège d’Harcourt und arbeitete danach als Angestellter im Postdienst. Bereits in jungen Jahren beschäftigte er sich mit dem Werk Voltaires, dem er zeitlebens in großer Achtung verbunden blieb.
Politisch engagierte sich der gemäßigte Anhänger des Königtums erst, nachdem die fehlgeschlagene Flucht Ludwigs XVI. nach Varennes vom 20./21. Juni 1791 bekannt wurde. Nachdem Varlet das Massaker auf dem Marsfeld vom 17. Juli 1791 miterlebte, wandelte er sich in einen rigorosen Gegner der Monarchie, Lafayettes und der Feuillants. Er erlangte in der Folgezeit großen Einfluss in der Pariser Sektion Roi de Sicile (ab August 1792 Droits-de-l’Homme), den er nach seiner Teilnahme an der Manifestation von 20. Juni 1792 auf ganz Paris ausdehnen konnte. Danach versuchte er sich den Jakobinern zu nähern, hielt jedoch zu ihnen Distanz, da er ihnen antidemokratisches Verhalten und diktatorische Strukturen vorwarf.
Varlet wurde nach dem Sturz der Monarchie am 10. August 1792 Mitglied des Wahlmännerkollegiums des Départements Paris. Er zählte zu der kleinen Gruppe der Enragés („die Wütenden“), die zur äußersten Linken zählte und als deren Wortführer Jacques Roux galt. Die Enragés forderten einerseits die Todesstrafe für Spekulanten, Schieber und Hamsterer, andererseits aber auch einen Zwangskurs für die Assignaten und die Festlegung von Höchstpreisen. Nachdem Varlet ein „Programm der reinen Demokratie des Volkes auf egalitärer Grundlage“ verfasst hatte, rückte er rasch in einen führenden Rang der Pariser Volksbewegung vor. So ist die antigirondistische Erhebung der Pariser Sansculotten am 9. und 10. März 1793, die zu Zerstörungen in den Druckereien der Politiker und Publizisten Condorcet und Goursas führten, maßgeblich auf die Initiative von Varlet und Fournier zurückzuführen.
Deswegen wurden Varlet, Hébert und andere von der girondistischen „Kommission der Zwölf“ am 24. Mai 1793 verhaftet, jedoch am 27. Mai 1793 wieder freigelassen. Daraufhin versammelte sich das Revolutionäre Zentralkomitee der 33 Sektionen, das Varlet zum stellvertretenden Vorsitzenden eines anfänglich Neun Personen umfassenden Ausschusses wählte, der vom 31. Mai bis 2. Juni 1793 den Sturz der Girondisten leitete. Nachdem die Jakobiner ihre Herrschaft gefestigt hatten, begannen sie die Enragés zu bekämpfen. Varlet wurde am 18. September 1793 verhaftet. Nach seiner Freilassung am 14. November 1793 lebte er im Verborgenen, ehe er sich nach dem Sturz des von ihm verabscheuten Robespierres am 27. Juli 1794 (9. Thermidor) wieder politisch betätigte.

### 1794 bis 1830
Aufgrund der politischen Niederlage der „linken“ Thermidorianer wurde Varlet am 5. September 1794 erneut inhaftiert. Seine Freiheit erlangte er erst nach der Amnestie des Direktoriums vom 26. Oktober 1795. In den darauf folgenden Jahren betätigte sich der frühere Postangestellte nicht mehr, eine Teilnahme an der „Verschwörung der Gleichen“, die von Babeuf, Buonarroti und Darthé organisiert wurde, lehnte er ab. Um zu überleben, musste er den Familienbesitz in Meudon verkaufen, aus dessen Erlös er ein preiswerteres Haus im Département Yonne erwarb. 1798 heiratete er Marie Magdalene Mabire, eine junge wohlhabende und gebildete Frau, die ihm eine Mitgift von tausend Büchern und die Anwartschaft auf ein Erbe an Landbesitz in Bray-sur-Seine einbrachte.
Im Juli 1799 trat er dem linkspatriotischen Manegeklub bei, dessen Programmpunkte wie Wohlfahrtsmaßnahmen für Arme, Sondersteuern für Reiche, Volksbewaffnung oder „Säuberung“ der Behörden er befürwortete. Doch bereits am 13. August 1799 ließ das Direktorium den Manageklub schließen, da es eine erneute Herrschaft der Jakobiner befürchtete. Obwohl Varlet sich gegenüber dem neuen Machthaber Napoleon Bonaparte positiv äußerte, musste er 1800 nach Meaux umziehen, wo er wechselnd mit seinen Aufenthalten in Bray-sur-Seine während des Konsulats und des Ersten Kaiserreiches unter (zumindest bis 1813) nicht strenger polizeilicher Bewachung lebte. Ebenfalls im Jahr 1800 wurde seine Tochter Julie Varlet geboren, eine zweite Tochter verstarb als Dreijährige. 1814 entschloss sich das Ehepaar Varlet zur kirchlichen Trauung, 1815 wurde der einzige Sohn Vincent geboren. Ihren Lebensunterhalt konnte die Familie Varlet nur durch den Verkauf ihrer Grundstücke sichern.
Bereits am 5. Januar 1814 veröffentlichte die „Gazette de France“ einen Artikel Varlets, in dem er sich wohlwollend über den Großmut Napoleons I. äußerte und sich gegen eine Rückkehr der Bourbonen aussprach. Während der „Hundert Tage“ von 1815 schrieb Varlet die Fabel „Der Phoenix, die Eule und die Raubvögel“, in der er sich mit der aktuellen Politik auseinandersetzte. Während der Restauration wechselte Varlet häufig seine Aufenthaltsorte und lebte einige Jahre unter falschen Namen. Seine wahre Identität wurde erst von Vidocq festgestellt, der ihn bereits im September 1813 überwacht hatte.

### 1830 bis 1837
Im Juli 1830 reiste Varlet von seinem neuen Wohnort Nantes nach Paris, wo er noch ein Haus besaß. Er erlebte die Julirevolution, die zum Sturz der Bourbonen unter Karl X. und zur Bildung des Bürgerkönigtums Louis-Philippes führte. Varlet hoffte, dass unter dem neuen Regime eine Umsetzung der politischen Ziele von 1789 möglich wäre. Nach seiner im September 1830 erfolgten Rückkehr nach Nantes wurde er jedoch verhaftet, aber wenig später aufgrund des Widerstandes des Bürgermeisters wieder freigelassen. Nach der Anfang 1831 gelockerten Zensur begann Varlet wieder politische Artikel zu publizieren, so auch den 2. Teil seiner Fabel „Der Phoenix, die Eule und die Raubvögel“ oder „Die Erstürmung der Bastille im Jahre 1789“. Er wurde Mitglied eines republikanischen Geheimbundes und Kandidat des Wahlmännerkollegiums von Nantes, in das er noch 1831 gewählt wurde. Des Weiteren setzte er sich für den Ausbau des Hafens von Nantes und den maritimen Freihandel ein.
Während die Polizei immer wieder versuchte, Varlet als Aufwiegler und ehemaligen Revolutionär von 1789 zu verhaften, unterstützte ihn das Bürgertum von Nantes und verhinderte damit seine Verhaftung. Im Bürgertum von Nantes gab es 1831 eine philanthropische Fraktion unter Führung des Doktors Angel Guepin, einen liberal-moderaten Flügel, dessen Sprecher Armand Carrel war und eine kleinbürgerlich-proletarische Gruppe, die von Michel Rocher und Varlet geführt wurde, wobei Varlet aufgrund seines Alters und seiner Aktivitäten während der Französischen Revolution in der gesamten Bürgerschaft hohes Ansehen genoss. Der alte Revolutionär verfasste mehrere Pamphlete, in denen er soziale Reformen und die Durchsetzung der Menschenrechte für alle Menschen forderte. Des Weiteren schulte er zweimal wöchentlich auf geheimen Versammlungen Arbeiter, Fischer und Seeleute. Sein Engagement in der Liga für Menschenrechte, einer Vorläuferin der Französischen Liga für Menschenrechte von 1898, musste er 1834 aufgeben, da diese Organisation zunehmend unter polizeiliche Überwachung geriet. Ebenfalls seit 1834 musste sich Varlet gegen Vorwürfe der Behörden wehren, die in ihm einen der Verantwortlichen der Unruhen und des Terrors von 1793 ausmachten.
Im Juni 1836 zog der inzwischen verarmte, von einer kleinen Rente und von der Unterstützung seines Sohnes lebende Varlet nach Corbeil (Département Seine-et-Oise), dessen Bürger ihn als ehemaligen Gegner der Girondisten ablehnten. Der schwelende Konflikt zwischen den Bürgern und der Familie Varlet eskalierte jedoch nicht mehr, da Jean-François Varlet am 4. Oktober 1837 beim Fischen ertrank.

## Werke
- Projet d’une caisse patriotique et parisienne, 1789
- Déclaration solennelle des droits de l’homme dans l’état social, 1793
- Aux Mânes de Marat, 1794
- Gare l’explosion, 1794
- Magnanimité de l’Empereur des Français envers ses ennemis, à l’occasion de la nouvelle déclaration des Puissances, 1814
- Le panthéon français, 1795
- Projet d’une caisse patriotique et parisienne, 1789
- Vœux formés par des Français libres, 1785–1795
- Vœux formés par des Français libres, ou Pétition manifeste d’une partie du souverain à ses délégués pour être signée sur l’autel de la patrie et présenté [sic] le jour où le peuple se lèvera en masse pour résister à l’oppression avec les seules armes de la raison
- Magnanimité de l’Empereur des Français envers ses ennemis, à l’occasion de la nouvelle déclaration des Puissances, 1814